# Brigadni general
Brigadni general oz. general brigade (angleško brigadier general) je višji vojaški čin, ki v nekaterih oboroženih silah velja za najnižji generalski čin; po navadi se ga uvršča med čina polkovnika in generalmajorja. Brigadni general, kot že izhaja iz naziva, poveljuje brigadi, ki ima okoli 3.000 pripadnikov (trije bataljoni).
V nekaterih državah je ta čin nadomeščen s činom brigadirja, kateri pa ne velja za najnižji generalski čin, ampak za najvišji častniški čin. Slednje tako velja tudi za Slovensko vojsko.

## Oznake

### Kopenske vojske
- Kanadske sile:
Brigadier general (en)
Brigadier-général (fr)
- Egipt:
Brigadier General
(Arabic: عميد‎)
- Estonija:
Brigaadikindral
- Francija:
Général de brigade
- Grčija:
Ταξίαρχος
(Taxiarchos)
- Italija:
Generale di brigata
(Brigadiere generale)
- Madžarska:
Dandártábornok
- Nemčija:
Brigadegeneral
- Romunija:
General de brigadă
- Srbija:
Бригадни Генерал
- Švedska kopenska vojska:
Brigadgeneral
- ZDA:
Brigadier general

### Vojna letalstva
- Danska
- Francija:
général de brigade aérienne
- Grčija:
Ταξίαρχος
- Madžarska:
Dandártábornok
- Italija:
Generale di Brigata Aerea
- Poljska
- Romunija:
General de flotilă aeriană
- Srbija:
Бригадни Генерал
- Španija
- Vojno letalstvo ZDA:
Brigadier general

| Vojaški čini     |          |                           |
| Nižji: Polkovnik | Generali | Višji: Divizijski general |